# Tipsport Arena
Tipsport Arena – wielofunkcyjna hala sportowo-widowiskowa w Pradze, w Czechach. Została otwarta w 1962 roku jako Sportovní hala, może pomieścić do 11 650 osób na meczach hokejowych i około 8 tysięcy na imprezach kulturalnych.
Co roku jest miejscem prestiżowego konkursu łyżwiarstwa zsynchronizowanego.

## Cechy
W hali znajduje się 10350 miejsc siedzących oraz 1300 stojących – łącznie 11650 miejsc dostępnych podczas meczów hokejowych. Podczas imprez kulturalnych liczba miejsc wynosi 8000. Oprócz podanych w hali dostępne są także miejsca VIP.
Od kwietnia na ścianie budynku lodowiska znajduje się tablica pamiątkowa z popiersiem Jana Marka (1980-2011), czeskiego hokeisty, który zginął 7 września 2011 wraz z drużyną Łokomotiw Jarosław w katastrofie samolotu pasażerskiego Jak-42D w pobliżu Jarosławia.

## Historia

### Nazwa
Dawna nazwa Sportovní hala została zmieniona w 1999 na Paegas Arena, w 2002 na T-Mobile Arena. W dniu 1 września 2008 roku została przemianowana na Tesla Arena w ramach umowy zawartej na trzy lata z Teslą. Od 19 grudnia 2011 funkcjonuje pod nazwą Tipsport Arena.

### Istotne imprezy sportowe
W latach 1972, 1978, 1985 i 1992 w Arenie odbyły się Mistrzostwa świata w hokeju na lodzie mężczyzn. Arena była także gospodarzem finału Pucharu Davisa w 1980, podczas którego Czechosłowacja pokonała Włochy. W 1967 obiekt gościł lekkoatletyczne europejskie igrzyska halowe.